# Oderzo
Oderzo (Oderso en vènet) és una ciutat italiana de la província de Treviso, al Vèneto, que l'any 2008 tenia 19.771 habitants. Està situada a la dreta del riu Monticano. Va ser fundada pels vènets.

## Història
Opitergium (grec antic: Ὀπιτέργιον) va ser una ciutat de Venètia a uns 35 km de la costa entre els rius Piave (antic Plavis) i Livenza (antic Liquentia), a la vora del rierol anomenat Fratta, afluent del darrer.
No es menciona abans de l'ocupació romana de Venetia, però sota domini romà es va convertir en un municipi considerable però no en una ciutat de primer nivell. Durant la guerra civil entre Cèsar i Pompeu, Titus Livi parla d'un contingent de tropes d'Opitergium que es van destacar pel seu valor en un combat naval entre les flotes dels dos bàndols. Tàcit també diu que era una ciutat important, i que va ser ocupada pels generals de Vespasià, Marc Antoni Prim i Arri Var. De la ciutat en parlen tots els geògrafs i consta als Itineraris. Ammià Marcel·lí diu que va ser destruïda en part pels quades i els marcomans l'any 372, però es va recuperar i tornava a ser ciutat de certa importància amb els longobards.
Sota Alexandre Sever portava el títol de colònia segons resulta d'una inscripció, títol probablement obtingut sota Trajà, ja que no ho menciona Plini el Vell. El rei Rotari la va destruir el 641 i altre cop Grimoald cap a l'any 670. Més tard es va recuperar i a l'edat mitjana encara existia i era seu d'un bisbe.